# Виборчий округ 77
Виборчий округ 77 — виборчий округ в Запорізькій області. В сучасному вигляді був утворений 28 квітня 2012 постановою ЦВК №82 (до цього моменту існувала інша система виборчих округів). Окружна виборча комісія цього округу розташовується в будівлі районної адміністрації Запорізької міської ради по Шевченківському району за адресою м. Запоріжжя, просп. Моторобудівників, 34.
До складу округу входять Шевченківський район та частина Олександрівського району (північно-західна частина району) міста Запоріжжя. Виборчий округ 77 межує з округом 74 на південному заході, з округом 76 на заході, з округом 75 на північному заході та з округом 82 з усіх інших сторін. Виборчий округ №77 складається з виборчих дільниць під номерами 230809-230810, 230812-230813, 230815-230819 та 231061-231124.

## Народні депутати від округу
| Ім'я                             | Фото | Партія          | Скликання | Дата набуття повноважень | Дата припинення повноважень |
| -------------------------------- | ---- | --------------- | --------- | ------------------------ | --------------------------- |
| Богуслаєв Вячеслав Олександрович |      | Партія регіонів | 7-ме      | 12 грудня 2012           | 27 листопада 2014           |
| Богуслаєв Вячеслав Олександрович |      | самовисуванець  | 8-ме      | 27 листопада 2014        | 29 серпня 2019              |
| Штепа Сергій Сергійович          |      | Слуга народу    | 9-те      | 29 серпня 2019           |                             |

## Результати виборів

### Парламентські

#### 2019
Кандидати-мажоритарники:
- Штепа Сергій Сергійович (Слуга народу)
- Богуслаєв Вячеслав Олександрович (самовисування)
- Зарва Валентин Михайлович (Опозиційна платформа — За життя)
- Хімічев Андрій Вікторович (Європейська Солідарність)
- Бессонов Сергій Володимирович (Опозиційний блок)
- Сідельникова Олена Леонідівна (самовисування)
- Кириченко Сергій Іванович (самовисування)
- Петров Максим Володимирович (самовисування)

#### 2014
Кандидати-мажоритарники:
- Богуслаєв Вячеслав Олександрович (самовисування)
- Леховіцер Олександр Вікторович (Блок Петра Порошенка)
- Острянський Віктор Іванович (Батьківщина)
- Войтюк Ігор Миколайович (Комуністична партія України)
- Кірпа Ігор Георгійович (Радикальна партія)
- Давидов Віталій Олександрович (самовисування)

#### 2012
Кандидати-мажоритарники:
- Богуслаєв Вячеслав Олександрович (Партія регіонів)
- Бабурін Олексій Олексійович (Комуністична партія України)
- Охріменко Андрій Вячеславович (УДАР)
- Книш Тімур Станіславович (Свобода)
- Мудраченко Олександр Сергійович (Україна — Вперед!)
- Кващук Ігор Святославович (Наша Україна)

## Явка
Явка виборців на окрузі: